# Petco Park
Petco Park – stadion baseballowy w San Diego w Kalifornii, na którym swoje mecze rozgrywa zespół San Diego Padres.
Budowę obiektu rozpoczęto w październiku 2000, a jego otwarcie nastąpiło 8 kwietnia 2004, kiedy Padres podejmowali San Francisco Giants. Jego pojemność wynosi 42 500 miejsc. 
4 sierpnia 2007 Barry Bonds występujący wówczas w San Francisco Giants, zdobył na Petco Park 755. home runa w MLB i wyrównał rekord należący do Hanka Aarona  W marcu 2009 był areną meczów drugiej rundy turnieju World Baseball Classic.
Na stadionie miały miejsce również koncerty, między innymi Madonny w listopadzie 2008, Paula McCartneya we wrześniu 2014 oraz grupy Aerosmith w ramach trasy Blue Army Tour.